# Robbert Duval
Robbert Duval (21. září 1649, Haag – 22. ledna 1732, Haag) byl nizozemský malíř tzv. zlatého věku nizozemského malířství.

## Životopis
Podle Nizozemského institutu dějin umění se Robbert Duval naučil malovat od Nicolaese Willingha a stal se v roce 1667 v Berlíně jeho asistentem. V roce 1668 odcestoval z Berlína do Říma, kde se připojil k hnutí Bentvueghels. Zde dostal přezdívku La Fortune (Šťastlivec). Je znám svými portréty a historickými alegoriemi. Žádné jeho dílo se nedochovalo.
Podle Houbrakena opustil Řím v roce 1677 a odešel do Padovy spolu s Johannesem Glauberem a jeho bratrem. Pravděpodobně spolu s nimi odcestoval z Padovy do Benátek, kde zůstal až do roku 1681. V roce 1682 se vrátil do Haagu, kde pomáhal založit Královskou akademii umění s Willemem Doudijnsem, Theodorem van der Schuerem a Danielem Mijtensem mladším. Stal se členem Cechu Svatého Lukáše. Ve stejném roce se stal dvorním malířem Viléma III. Oranžského a pracoval v paláci Hampton Court a v paláci Het Loo, což je palác v nizozemském Apeldoornu v majetku Oranžsko-nasavské dynastie.
Robbert Duval zemřel v Haagu 22. ledna 1732 ve věku 82 let.